# Fredy Perlman
Fredy Perlman (Brno, 20 de agosto de 1934–Detroit, 26 de julio de 1985) fue un autor y activista. Tras establecerse en Estados Unidos escribió entre otros trabajos Against His-Story, Against Leviathan! (Contra su historia, contra Leviatán) el cual ha sido muy influencial en el pensamiento reciente de la anarquía postizquierda y el anarco-primitivismo en donde describe el proceso histórico de la aparición y desarrollo del estado y la dominación social usando la metáfora de Thomas Hobbes del Leviatán. Relevantes al mismo tema también son trabajos que escribió como The Continuing Appeal of Nationalism (La continua atracción del nacionalismo) y Manual for Revolutionary Leaders (Manual para líderes revolucionarios)
Su pensamiento es muy influenciado por el situacionismo y en esa línea destaca su escrito La reproducción de la vida diaria así como su traducción con otras personas del libro de Guy Debord La sociedad del espectáculo al inglés. Fue testigo y participante en los eventos del Mayo francés de 1968 y así escribió el escrito descriptivo de los hechos titulado Worker-Student Action Committees France May '68. También colaboró durante un tiempo en la revista anarquista estadounidense Fifth Estate.

## Biografía
En 1938 debido al auge del nazismo en Europa, la familia Perlman decide emigrar, teniendo como primer destino Bolivia, específicamente en Cochabamba, lugar donde se asentarían hasta el año 1945 cuando emprenden su rumbo hacia Estados Unidos. Durante esta época era más fácil emigrar como judío hacia Bolivia que hacia otros países, es por eso que Bolivia es utilizado como una especie de «país trampolín» o «país de tránsito», puesto que al llegar a dicho país gran parte de los inmigrantes optaban por seguir camino y poder elegir como destino final para asentarse a otros países de la región como Argentina, Brasil, Chile o incluso los Estados Unidos.

## Obras en castellano
- Fredy Perlman, "El persistente atractivo del nacionalismo y otros escritos", Pepitas de Calabaza, Logroño, 2013 (Tercera edición). Traducción de Federico Corriente e introducción de David Watson ISBN 978-84-15862-01-7